# Илокелезия
Илокелезия (лат. Ilokelesia) — род ящеротазовых динозавров из семейства абелизаврид, относящегося к тероподам (Theropoda), живших в меловом периоде (около 99—65 миллионов лет назад), на территории нынешней Южной Америки. Окаменелости теропода были найдены в геологической формации Río Limay Formation в Аргентине. Впервые описан палеонтологами Coria и Salgado в 1998 году. Представлен одним видом — Ilokelesia aguadagrandensis.
Ilokelesia aguadagrandensis является базальным абелизавридом, сочетая в себе характерные особенности как Abelisauridae и Noasauridae, такие как, расширение посторбитальной кости выше орбиты и гребня той же самой кости внутри орбиты; он сохранил, однако, примитивные особенности абелизавра.